# Haojiang

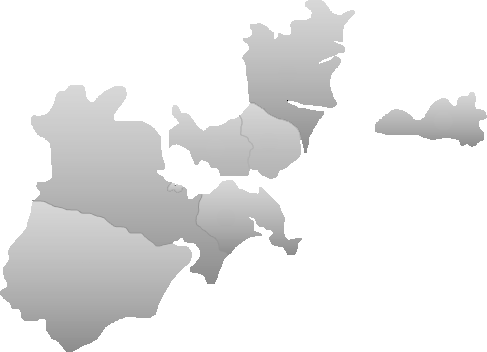
Lage des Stadtbezirks Haojiang im Gebiet der bezirksfreien Stadt Shantou

Haojiang (chinesisch 濠江区, Pinyin Háojiāng Qū) ist ein Stadtbezirk der chinesischen bezirksfreien Stadt Shantou (Swatow) in der  Provinz Guangdong. Der Stadtbezirk hat eine Fläche von 179,9 km² und zählt 269.471 Einwohner (Stand: Zensus 2020).

## Administrative Gliederung
Auf Gemeindeebene setzt sich der Stadtbezirk aus fünf Straßenvierteln und zwei Großgemeinden zusammen. 